# Болгарія на пісенному конкурсі Євробачення
Болгарія брала участь у Пісенному конкурсі «Євробачення» 14 разів, починаючи з 2005 року. Найкращим результатом країни вважається 2-е місце, яке здобув Крістіан Костов у 2017 році з піснею «Beautiful Mess» та отримав 615 балів у фіналі.

## Історія участі

### 2005–2010
Болгарія дебютувала на Пісенному конкурсі «Євробачення» у 2005 році. Тоді країну представляв джазовий гурт Kaffe з піснею «Lorraine». Отримавши 49 балів, вони посіли 19-е місце у півфіналі та не пройшли до фіналу. У 2006 році Маріана Попова з піснею «Let Me Cry» також не змогла потрапити до фіналу, зайнявши 17-е місце з 36 балами у півфіналі.
У 2007 році Болгарія вперше потрапила до фіналу, коли країну представляли Еліца Тодорова та Стоян Янкулов з піснею «Water». Це була перша болгаромовна пісня, яка брала участь у конкурсі та посіла 6-е місце у півфіналі зі 146 балами. У фіналі Тодорова та Янкулов отримали 157 балів та зайняли 5-е місце серед 24 країн.
У попередні роки, якщо країна потрапила у Топ-10 найкращих у фіналі, вона автоматично потрапляла до фіналу наступного конкурсу. Якби це правило залишилося для конкурсу 2008 року, Болгарія напряму вийшла б у фінал. Однак зміни в правилах через велику кількість країн-учасниць конкурсу означали, що лише п’ять країн: країна-господар та країни «Великої четвірки», автоматично пройшли до фіналу. Таким чином, Болгарія була зобов'язана брати участь в одному з двох півфіналів Євробачення 2008.
Deep Zone та Balthazar з піснею «DJ, Take Me Away» посіли 11-е місце у другому півфіналі та отримали 56 балів, тим самим не пройшовши до фіналу.
Протягом наступних п'яти конкурсів поспіль країні також не вдавалося пройти до фіналу. У 2009 році Красимир Аврамов зайняв 16-е місце у першому півфіналі з піснею «Illusion».
18 жовтня 2009 року телекомпанія БНТ оголосила, що Мірослав Костадінов представлятиме Болгарію на Євробаченні 2010. У другому півфіналі його пісня «Angel si ti» фінішувала 15-ою з 19 балами.

### 2011–2018
У 2011 та 2012 роках Полі Генова з піснею «Na inat» та Софі Марінова з піснею «Love Unlimited» посіли 12-е та 11-е місце у півфіналах відповідно.
У 2012 році Болгарія та Норвегія отримали однакову кількість балів у другому півфіналі; однак до фіналу потрапила Норвегія, оскільки отримала бали від більшої кількості країн.
У 2013 році Еліца Тодорова та Стоян Янкулов вдруге представляли Болгарію на Євробаченні. Їхня пісня «Само шампиони» за підсумками телеголосування другого півфіналу посіла 6-е місце, а за результатами журі — 17-е, останнє місце. Дует фінішував 12-им із 45 очками.
22 листопада 2013 року країна повідомила, що не братиме участі у конкурсі 2014 року через фінансові проблеми. Згодом, у грудні 2014 року Болгарія підтвердила, що не братиме участь у Євробаченні 2015 у Відні.
26 листопада 2015 року було оголошено про повернення Болгарії у 2016 році. Полі Генова була обрана представляти країну вдруге з піснею «If Love Was a Crime». У другому півфіналі вона зайняла 5-е місце з 220 балами, що стало першим проходом Болгарії до фіналу з 2007 року. У фіналі 14 травня співачка посіла 4-е місце та отримала 307 балів.
У 2017 році Крістіан Костов представляв Болгарію з піснею «Beautiful Mess», будучи першим співаком на Євробаченні, який народився в 2000-х роках. У другому півфіналі він зайняв 1-е місце та отримав 403 бали. У фіналі Костов виступив під номером 25 та посів 2-е місце, отримавши 615 балів. На сьогодні це найкращий результат країни на конкурсі.
У фіналі конкурсу 2018 року гурт Equinox із піснею «Bones» зайняв 14-е місце зі 166 очками.

### 2019–2022
15 жовтня 2018 року телекомпанія БНТ оголосила про відмову від участі у Євробаченні 2019 через фінансові труднощі.
Болгарія повернулася на конкурс у 2020 році. Країну мала представляти Вікторія Георгієва з піснею «Tears Getting Sober», однак через пандемію COVID-19 конкурс було скасовано. Вікторія залишилася представницею Болгарії у 2021 році. Її композиція «Growing Up Is Getting Old» посіла 3-є місце у другому півфіналі та отримала 250 балів. У фіналі співачка зайняла 11-е місце зі 170 балами.
У листопаді 2021 року БНТ обрав супергурт Intelligent Music Project з піснею «Intention» представниками країни на Євробачення 2022 у Турині. У першому півфіналі гурт фінішував 16-им з 29 балами та не пройшов до фіналу. 14 жовтня 2022 року Болгарія підтвердила свою відсутність на конкурсі 2023 року, посилаючись на фінансові обмеження та відсутності інтересу.

## Учасники Євробачення від Болгарії
Умовні позначення
     Переможець
     Друге місце
     Третє місце
     Четверте місце
     П'яте місце
     Останнє місце
     Автоматичний фіналіст
     Не пройшла до фіналу
     Участь скасовано
     Не брала участі
| Рік                               | Місце проведення | Виконавець                        | Пісня                       | Мова                   | Переклад                        | Фінал                            | Фінал                            | Півфінал                         | Півфінал                         |
| Рік                               | Місце проведення | Виконавець                        | Пісня                       | Мова                   | Переклад                        | Місце                            | Бали                             | Місце                            | Бали                             |
| --------------------------------- | ---------------- | --------------------------------- | --------------------------- | ---------------------- | ------------------------------- | -------------------------------- | -------------------------------- | -------------------------------- | -------------------------------- |
| 2005                              | Київ             | Kaffe                             | «Lorraine»                  | англійська             | Лоррейн                         | Не вдалося кваліфікуватися       | Не вдалося кваліфікуватися       | 19-е                             | 49                               |
| 2006                              | Афіни            | Маріана Попова                    | «Let Me Cry»                | англійська             | Дозволь мені поплакати          | Не вдалося кваліфікуватися       | Не вдалося кваліфікуватися       | 17-е                             | 36                               |
| 2007                              | Гельсінкі        | Еліца Тодорова та Стоян Янкулов   | «Water»                     | болгарська             | Вода                            | 5-е                              | 157                              | 6-е                              | 146                              |
| 2008                              | Белград          | Deep Zone Project та DJ Balthazar | «DJ, Take Me Away»          | англійська             | Діджей, забери мене             | Не вдалося кваліфікуватися       | Не вдалося кваліфікуватися       | 11-е                             | 56                               |
| 2009                              | Москва           | Красимир Аврамов                  | «llusion»                   | англійська             | Ілюзія                          | Не вдалося кваліфікуватися       | Не вдалося кваліфікуватися       | 16-е                             | 7                                |
| 2010                              | Осло             | Мірослав Костадінов               | «Ангел си ти»               | англійська, болгарська | Ти ангел                        | Не вдалося кваліфікуватися       | Не вдалося кваліфікуватися       | 15-е                             | 19                               |
| 2011                              | Дюссельдорф      | Полі Генова                       | «Na inat» (На инат)         | болгарська             | Попри все                       | Не вдалося кваліфікуватися       | Не вдалося кваліфікуватися       | 12-е                             | 48                               |
| 2012                              | Баку             | Софі Марінова                     | «Love Unlimited»            | болгарська             | Безмежна любов                  | Не вдалося кваліфікуватися       | Не вдалося кваліфікуватися       | 11-е                             | 45                               |
| 2013                              | Мальме           | Еліца Тодорова та Стоян Янкулов   | «Само шампиони»             | болгарська             | Тільки чемпіони                 | Не вдалося кваліфікуватися       | Не вдалося кваліфікуватися       | 12-е                             | 45                               |
| Не брала участь в 2014-2015 роках |                  |                                   |                             |                        |                                 |                                  |                                  |                                  |                                  |
| 2016                              | Стокгольм        | Полі Генова                       | «If Love Was A Crime»       | англійська             | Якби кохання було злочином      | 4-е                              | 307                              | 5-е                              | 220                              |
| 2017                              | Київ             | Крістіан Костов                   | «Beautiful Mess»            | англійська             | Прекрасний безлад               | 2-е                              | 615                              | 1-е                              | 403                              |
| 2018                              | Лісабон          | Equinox                           | «Bones»                     | англійська             | Кістки                          | 14-е                             | 166                              | 7-е                              | 177                              |
| 2019                              | Тель-Авів        | Не брала участі                   | Не брала участі             | Не брала участі        | Не брала участі                 | Не брала участі                  | Не брала участі                  | Не брала участі                  | Не брала участі                  |
| 2020                              | Роттердам        | Вікторія                          | «Tears Getting Sober»       | англійська             | Сльози стають тверезими         | Конкурс скасовано через COVID-19 | Конкурс скасовано через COVID-19 | Конкурс скасовано через COVID-19 | Конкурс скасовано через COVID-19 |
| 2021                              | Роттердам        | Вікторія                          | «Growing Up Is Getting Old» | англійська             | Дорослішання – означає старіння | 11-е                             | 170                              | 3-є                              | 250                              |
| 2022                              | Турин            | Intelligent Music Project         | «Intention»                 | англійська             | Намір                           | Не вдалося кваліфікуватися       | Не вдалося кваліфікуватися       | 16-е                             | 29                               |
| Не брала участь в 2023-2025 роках |                  |                                   |                             |                        |                                 |                                  |                                  |                                  |                                  |

## Нагороди

### Премія Марселя Безансона
| Рік  | Категорія         | Пісня   | Автори Музика (м) / Слова (с)                                           | Виконавець | Місце | Бали | Місце проведення | Прим.  |
| ---- | ----------------- | ------- | ----------------------------------------------------------------------- | ---------- | ----- | ---- | ---------------- | ------ |
| 2018 | Приз композиторів | «Bones» | Борислав Міланов, Трей Кемпбелл, Йоакім Перссон, Даг Лундберг (м) / (с) | Equinox    | 14-е  | 166  | Лісабон          | [ 16 ] |

## Пов'язана участь

### Глави делегації
Кожен мовник, який бере участь у Пісенному конкурсі «Євробачення», призначає голову делегації як контактну особу ЄМС та голову своєї делегації на заході. До складу делегації, чиї розміри можуть сильно відрізнятися, входять керівник преси, виконавці, автори пісень, композитори, бек-вокалісти тощо.
| Рік       | Глава делегації     | Прим.  |
| --------- | ------------------- | ------ |
| 2016–2022 | Йоана Левієва-Сойєр | [ 18 ] |

| Рік       | Глава преси   | Прим.  |
| --------- | ------------- | ------ |
| 2016–2021 | Василь Іванов | [ 19 ] |

### Коментатори та речники
| Рік         | Коментатор(и)                      | Речник(-ця)        | Прим.                |
| ----------- | ---------------------------------- | ------------------ | -------------------- |
| 1968        | Невідомо                           | Не брали участь    | [ 20 ]               |
| 1969 – 1970 | Не транслювали                     | Не брали участь    |                      |
| 1971        | Невідомо                           | Не брали участь    |                      |
| 1972        | Не транслювали                     | Не брали участь    |                      |
| 1973 – 1974 | Невідомо                           | Не брали участь    | [ 21 ]               |
| 1975 – 1976 | Не транслювали                     | Не брали участь    | [ 21 ]               |
| 1977        | Невідомо                           | Не брали участь    | [ 21 ]               |
| 1978 – 1980 | Не транслювали                     | Не брали участь    | [ 21 ]               |
| 1981        | Невідомо                           | Не брали участь    | [ 22 ]               |
| 1982 – 1989 | Не транслювали                     | Не брали участь    |                      |
| 1990 – 1991 | Невідомо                           | Не брали участь    |                      |
| 1992 – 2004 | Не транслювали                     | Не брали участь    |                      |
| 2005        | Єлена Росберг та Георгій Кушвалієв | Євгенія Атанасова  | [ 23 ]               |
| 2006        | Єлена Росберг та Георгій Кушвалієв | Драгомир Симеонов  | [ 24 ]               |
| 2007        | Єлена Росберг та Георгій Кушвалієв | Міра Добрева       | [ 25 ]               |
| 2008        | Єлена Росберг та Георгій Кушвалієв | Валентина Войкова  | [ 26 ]               |
| 2009        | Єлена Росберг та Георгій Кушвалієв | Йоанна Драгнева    | [ 27 ]               |
| 2010        | Єлена Росберг та Георгій Кушвалієв | Десислава Добрева  | [ 28 ]               |
| 2011        | Єлена Росберг та Георгій Кушвалієв | Марія Ільєва       | [ 29 ]               |
| 2012        | Єлена Росберг та Георгій Кушвалієв | Анна Ангелова      | [ 30 ]               |
| 2013        | Єлена Росберг та Георгій Кушвалієв | Йоанна Драгнева    | [ 31 ]               |
| 2014        | Не транслювали                     | Не брали участь    |                      |
| 2015        | Єлена Росберг та Георгій Кушвалієв | Не брали участь    | [ 32 ]               |
| 2016        | Єлена Росберг та Георгій Кушвалієв | Анна Ангелова      | [ 33 ]               |
| 2017        | Єлена Росберг та Георгій Кушвалієв | Боряна Граматикова | [ 34 ]               |
| 2018        | Єлена Росберг та Георгій Кушвалієв | Йоанна Драгнева    | [ 35 ]               |
| 2019        | Не транслювали                     | Не брали участь    |                      |
| 2021        | Єлена Росберг та Петко Кралев      | Йоанна Драгнева    | [ 36 ] [ 37 ] [ 38 ] |
| 2022        | Єлена Росберг та Петко Кралев      | Джанан Дураль      | [ 39 ] [ 40 ]        |
| 2023 – 2025 | Не транслювали                     | Не брали участь    | [ 41 ]               |

## Галерея

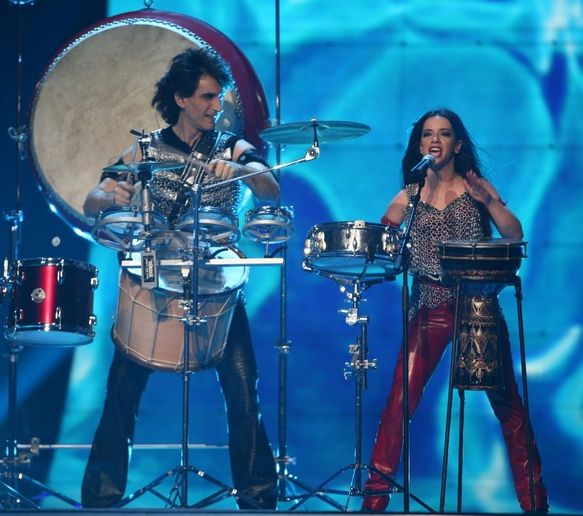
Еліца Тодорова та Стоян Янкулов у Гельсінкі (2007)
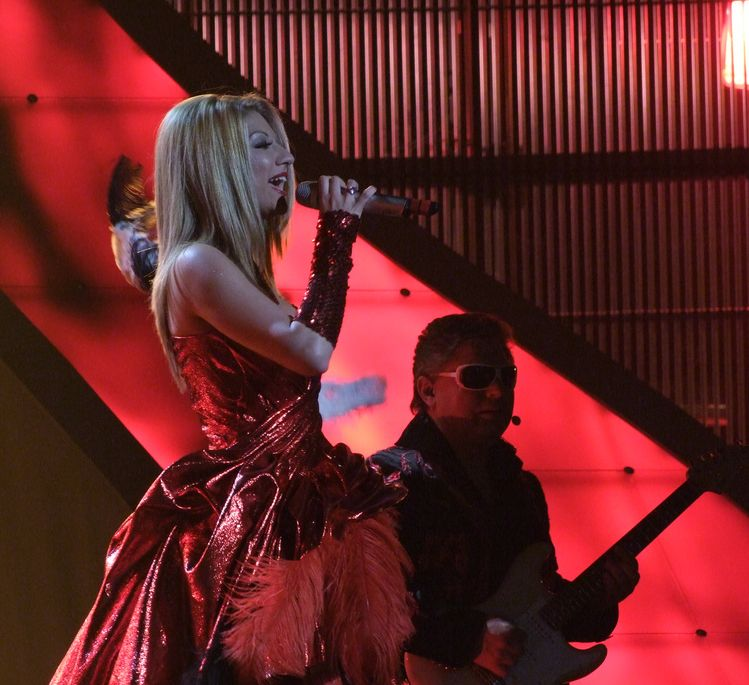
Deep Zone та Balthazar у Белграді (2008)
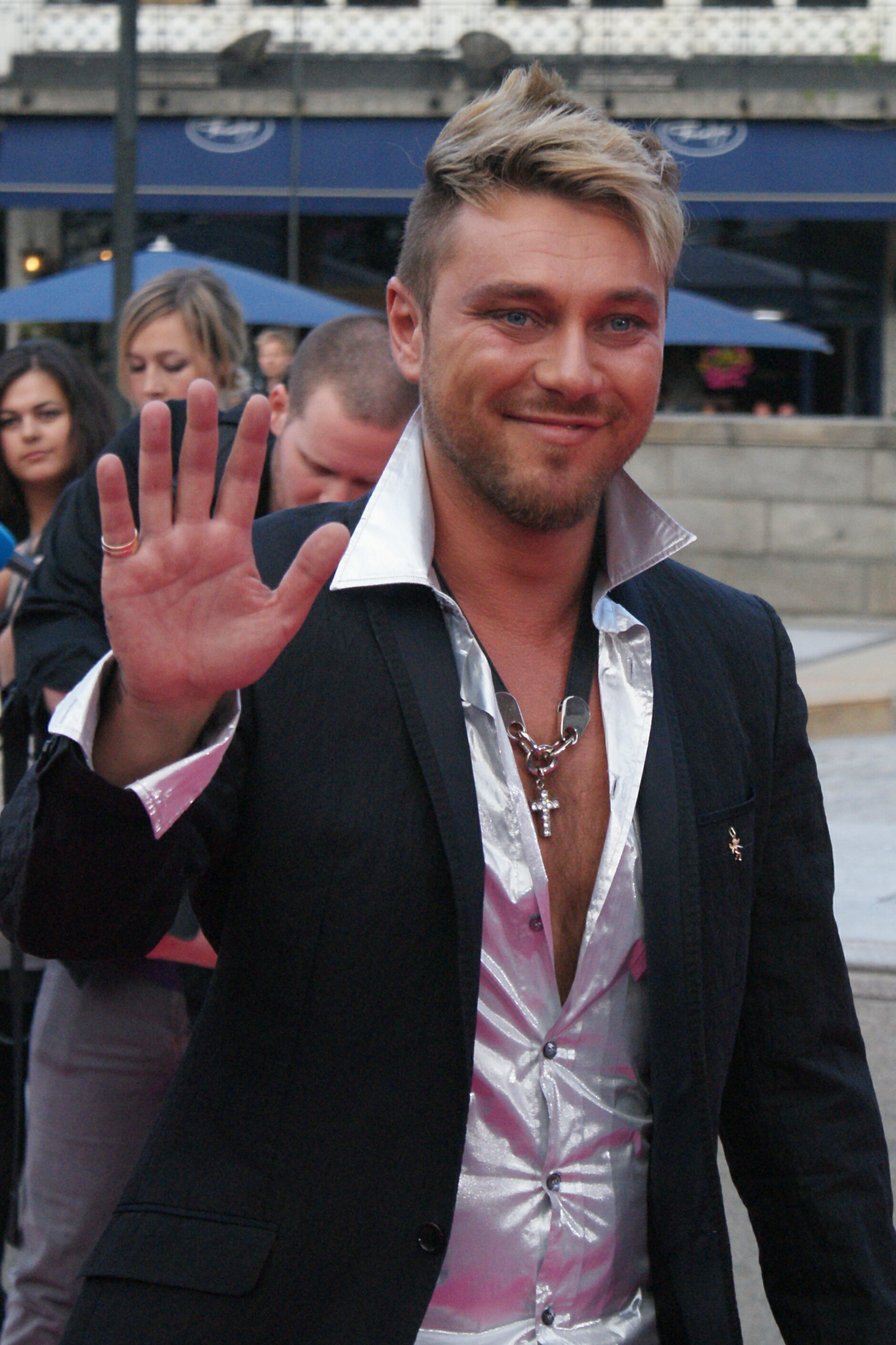
Мірослав Костадінов в Осло (2010)
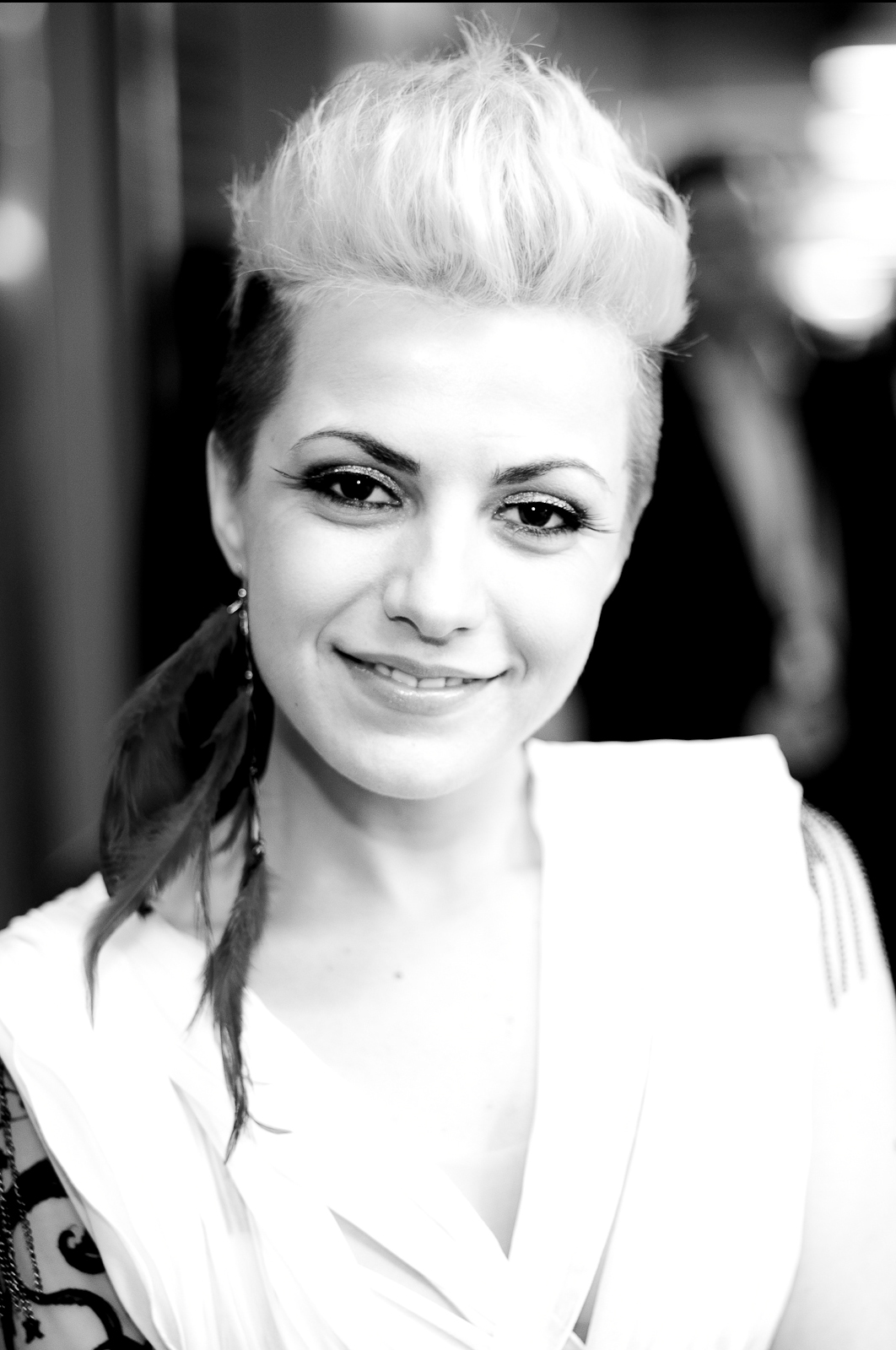
Полі Генова у Дюссельдорфі (2011)
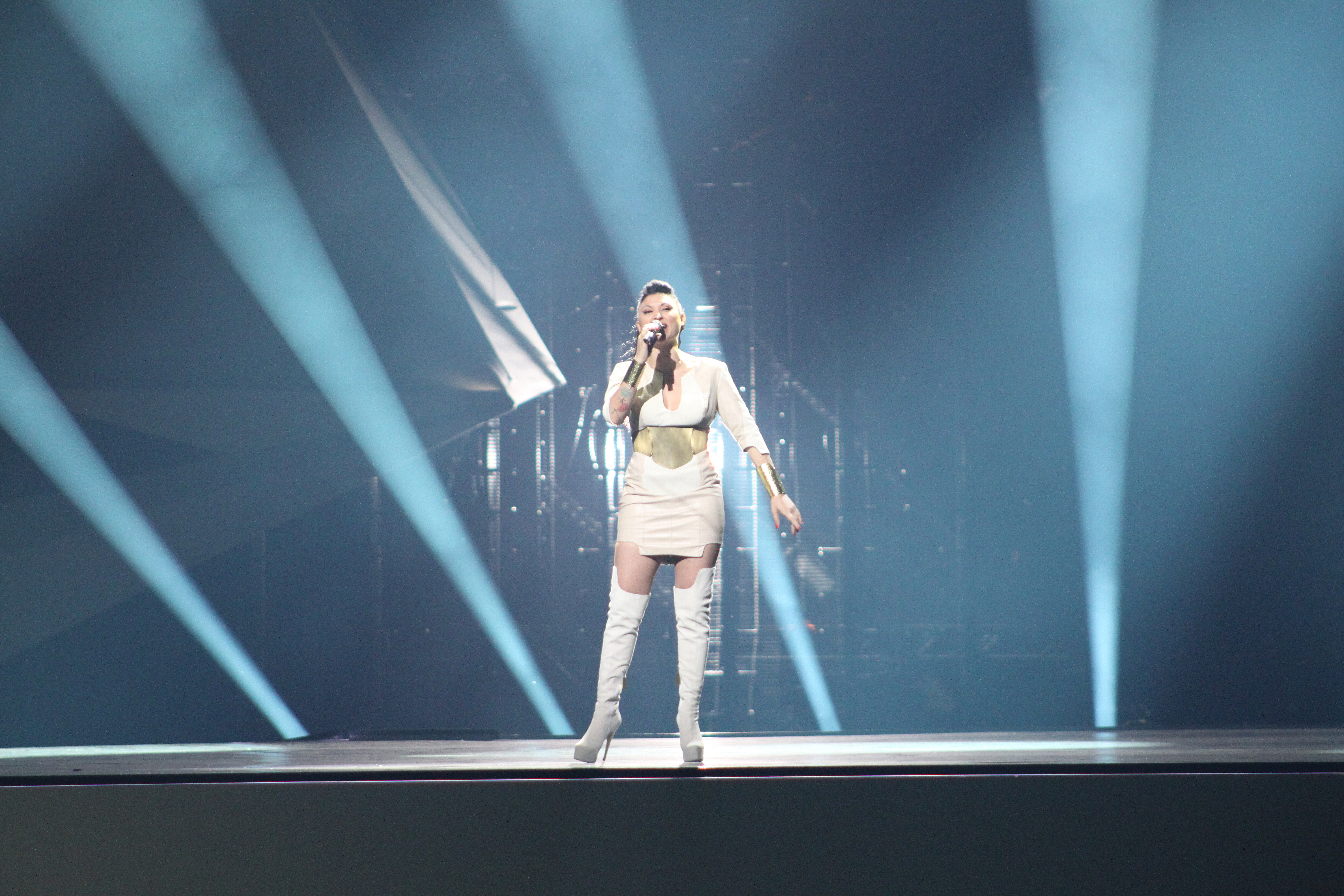
Софі Марінова у Баку (2012)
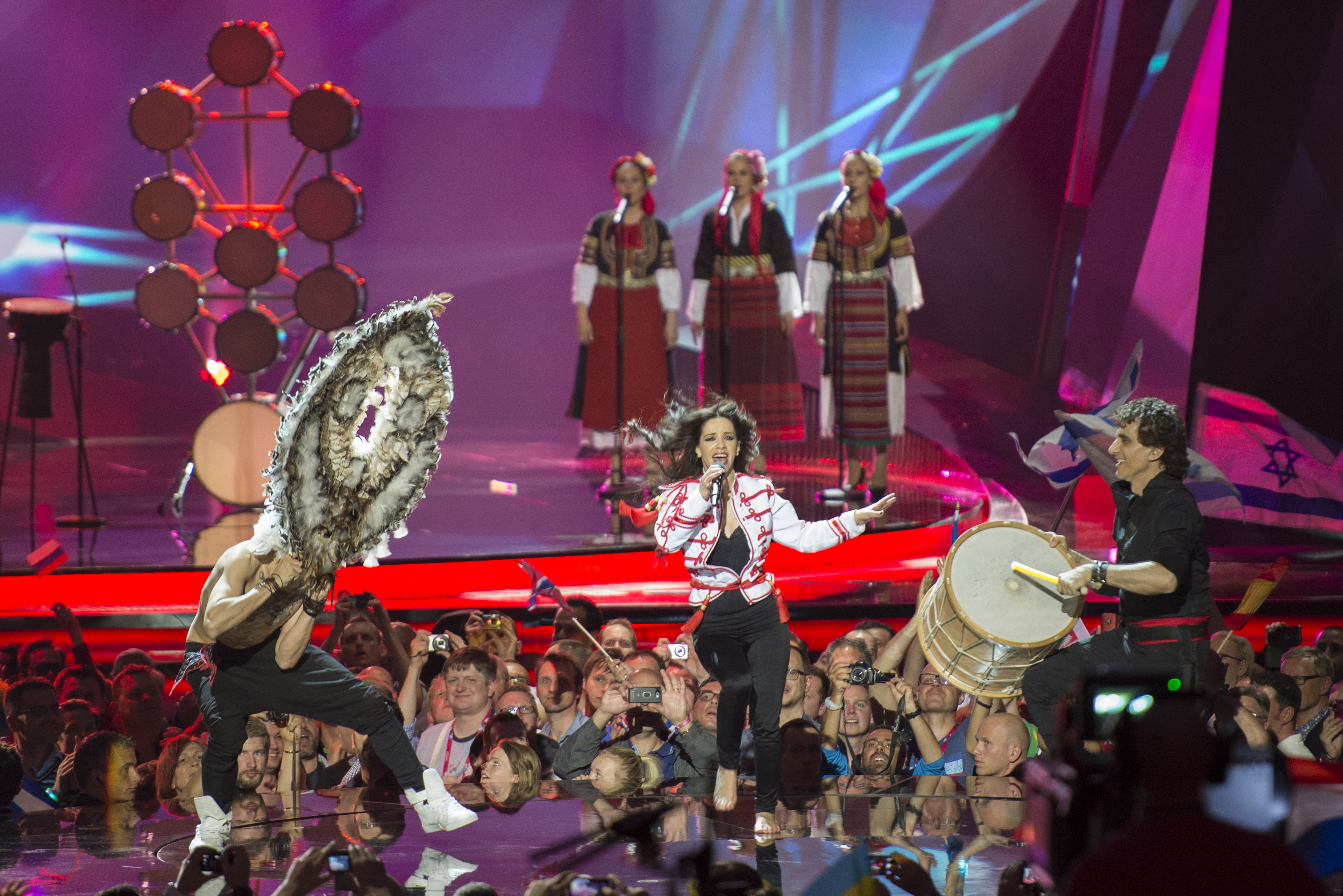
Еліца Тодорова та Стоян Янкулов в Мальме (2013)
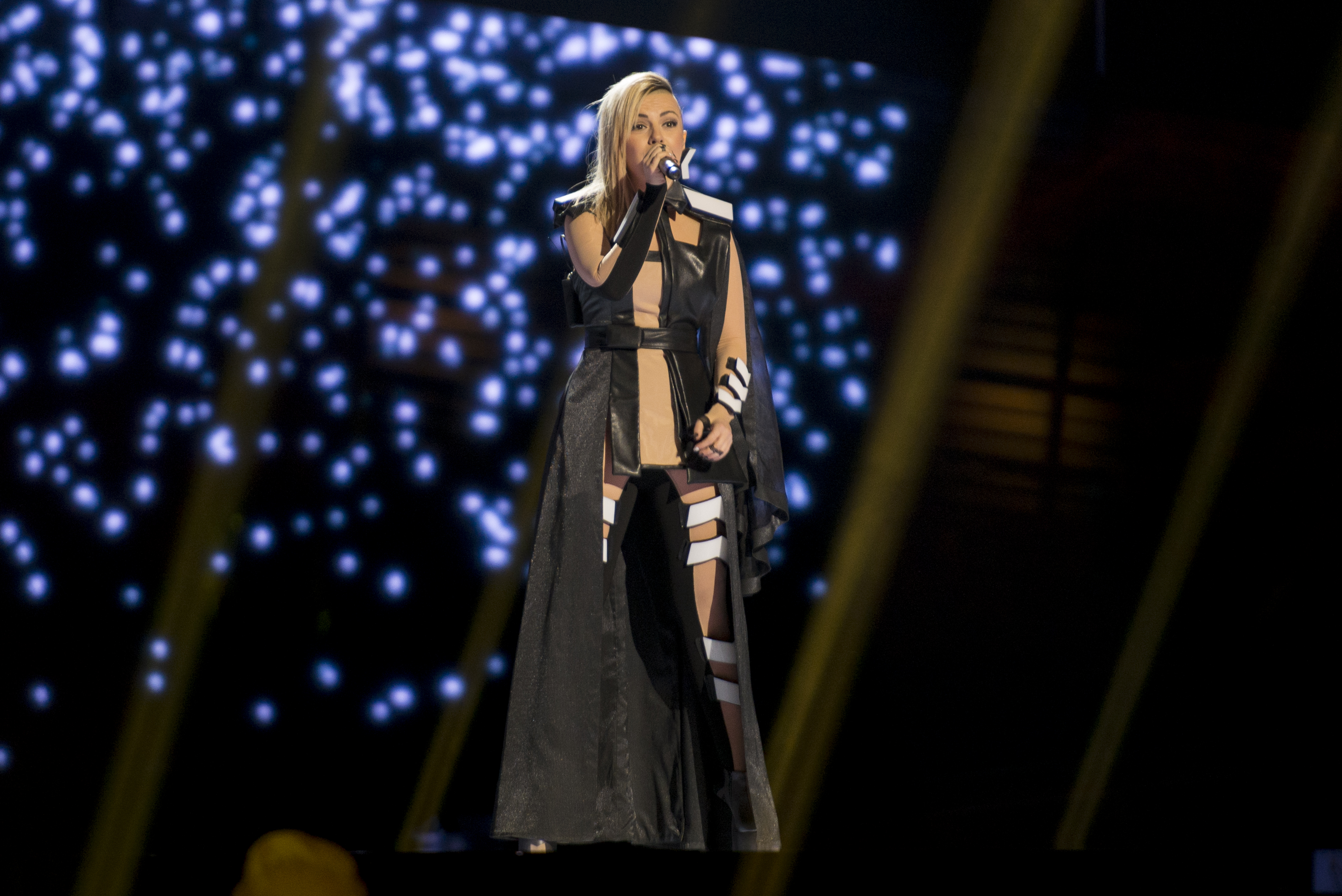
Полі Генова у Стокгольмі (2016)
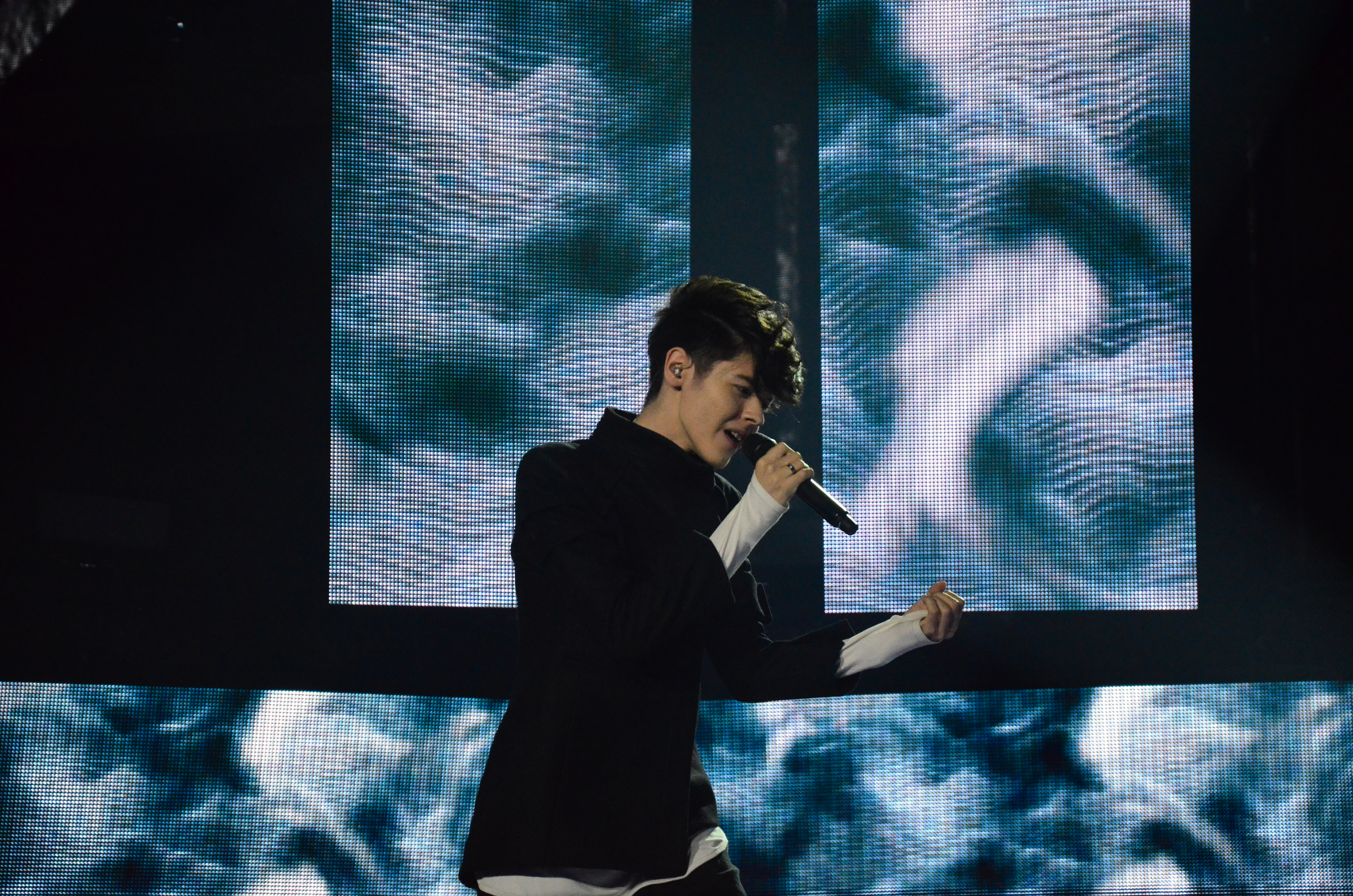
Крістіан Костов у Києві (2017)
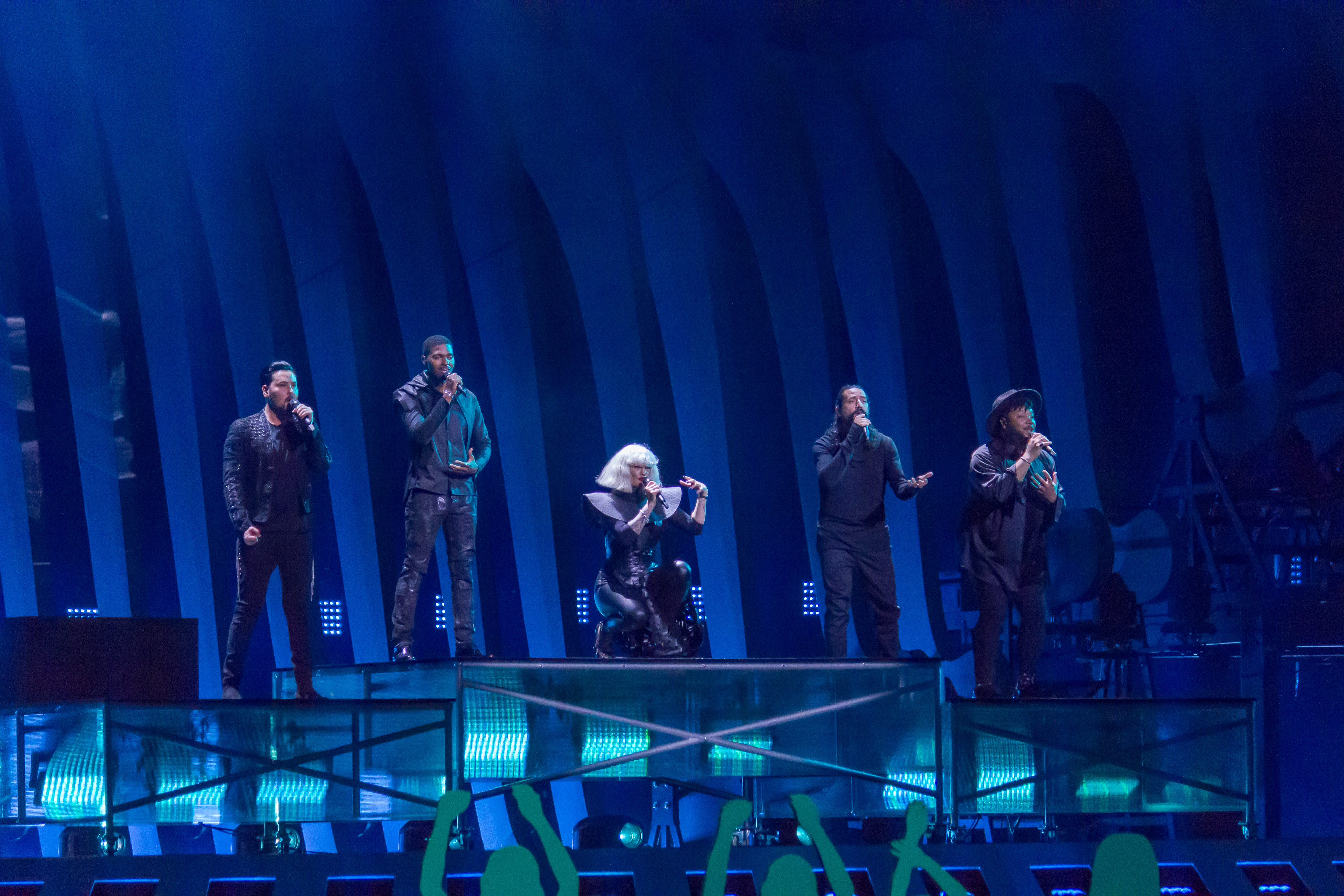
Equinox у Лісабоні (2018)
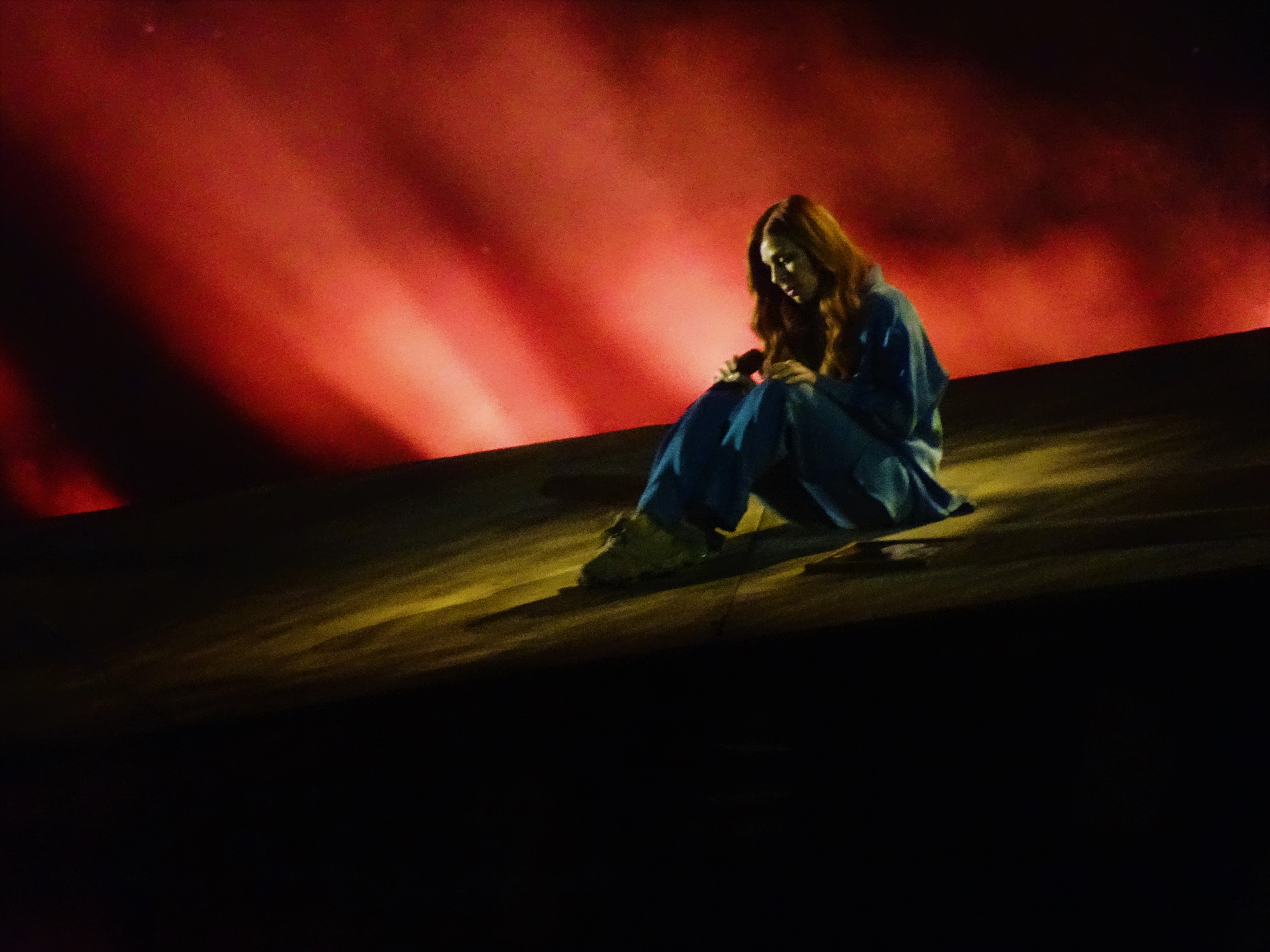
Вікторія у Роттердамі (2021)
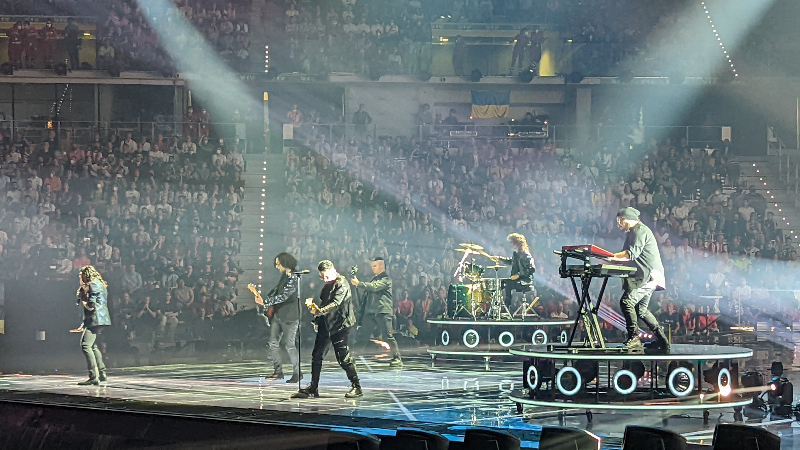
Intelligent Music Project у Турині (2022)

## Статистика голосувань (2005–2022)
| №  | Дано        | Дано | Отримано           | Отримано |
| №  | Країни      | Бали | Країни             | Бали     |
| -- | ----------- | ---- | ------------------ | -------- |
| 1  | Греція      | 120  | Велика Британія    | 64       |
| 2  | Вірменія    | 80   | Кіпр               | 63       |
| 3  | Україна     | 68   | Північна Македонія | 59       |
| 4  | Росія       | 61   | Іспанія            | 55       |
| 5  | Азербайджан | 58   | Мальта             | 52       |
| 6  | Молдова     | 50   | Албанія            | 51       |
| 7  | Сербія      | 49   | Молдова            | 46       |
| 8  | Туреччина   | 46   | Греція             | 44       |
| 9  | Кіпр        | 39   | Ірландія           | 42       |
| 10 | Австрія     | 37   | Сербія             | 42       |

## Нотатки
1. ↑  У 2015 році БНТ транслював лише фінал.